# Westray
Westray es una de las islas Orcadas, en Escocia. Tiene una pequeña población menor de seiscientos habitantes. En la isla se encuentran las ruinas de la antigua iglesia de Lady Kirk. El poblado principal de la isla es Pierowall, donde se concentra la mayor parte de la población de la isla.

## Geografía
Es la sexta isla más grande de las Orcadas, con una superficie de 47 km². La geología subyacente es de tipo Old Red Sandstone medio, de los cuales, sus lozas son excelentes materiales de construcción.

## Fauna y flora
En los acantilados de la isla habitan miles de aves marinas, de especies como el arao común, la gaviota tridáctila, el alca torda y el frailecillo atlántico, entre otras aves. También se puede encontrar el topillo de las Orcadas y la nutria europea.

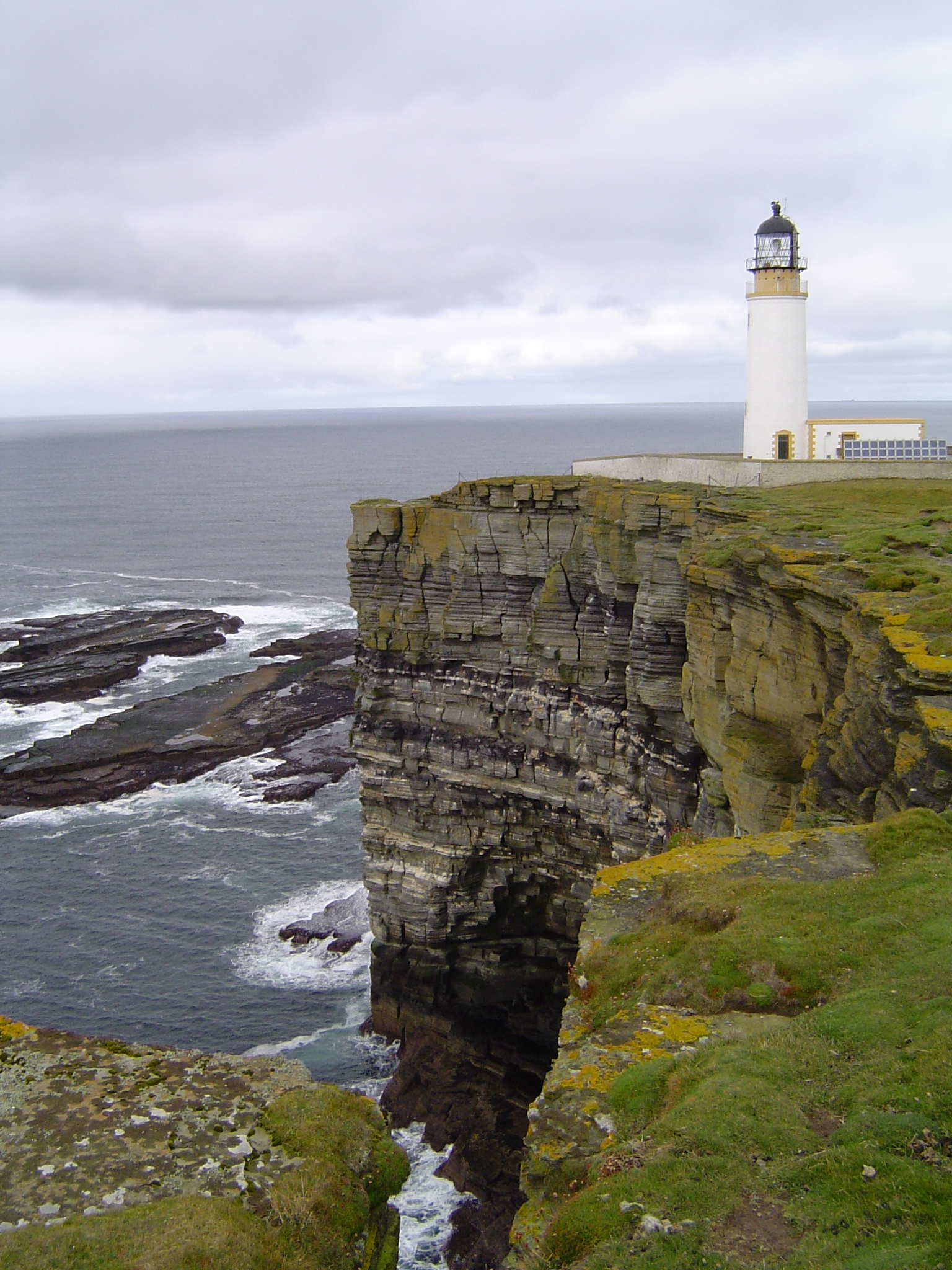
Faro de Noup Head

## Lugares
- Castillo de Noltland